# Verbandsgemeinde Montabaur

Logo der Verbandsgemeinde Montabaur

Die Verbandsgemeinde Montabaur ist eine Gebietskörperschaft im Westerwaldkreis in Rheinland-Pfalz. Der Verbandsgemeinde gehören die Stadt Montabaur und 24 weitere Ortsgemeinden an, der Verwaltungssitz ist in der namensgebenden Stadt Montabaur.
Die Gemeinden der Verbandsgemeinde liegen im südlichen Westerwald. Mit 41.362 Einwohnern gehört sie zu den größten Verbandsgemeinden in Rheinland-Pfalz und ist die größte im Westerwaldkreis.

## Verbandsangehörige Gemeinden
| Ortsgemeinde, Stadt        | Fläche (km²) | Einwohner |
| -------------------------- | ------------ | --------- |
| Boden                      | 2,30         | 688       |
| Daubach                    | 2,51         | 480       |
| Eitelborn                  | 7,10         | 2.464     |
| Gackenbach                 | 4,75         | 551       |
| Girod                      | 7,46         | 1.196     |
| Görgeshausen               | 3,24         | 945       |
| Großholbach                | 3,91         | 964       |
| Heilberscheid              | 6,37         | 649       |
| Heiligenroth               | 6,01         | 1.434     |
| Holler                     | 4,54         | 1.017     |
| Horbach                    | 3,94         | 712       |
| Hübingen                   | 3,56         | 531       |
| Kadenbach                  | 4,45         | 1.330     |
| Montabaur, Stadt           | 33,61        | 14.677    |
| Nentershausen              | 7,54         | 2.109     |
| Neuhäusel                  | 1,67         | 2.047     |
| Niederelbert               | 10,25        | 1.732     |
| Niedererbach               | 4,43         | 1.041     |
| Nomborn                    | 4,00         | 701       |
| Oberelbert                 | 3,45         | 1.176     |
| Ruppach-Goldhausen         | 4,41         | 1.215     |
| Simmern                    | 9,08         | 1.501     |
| Stahlhofen                 | 2,98         | 721       |
| Untershausen               | 1,92         | 512       |
| Welschneudorf              | 7,77         | 969       |
| Verbandsgemeinde Montabaur | 151,37       | 41.362    |

(Einwohnerzahlen mit Stand 31. Dezember 2023)

## Bevölkerungsentwicklung
Die Entwicklung der Einwohnerzahl bezogen auf das heutige Gebiet der Verbandsgemeinde Montabaur; die Werte von 1871 bis 1987 beruhen auf Volkszählungen:

Einwohnerentwicklung der Verbandsgemeinde Montabaur von 1815 bis 2018 nach nebenstehender Tabelle

| Jahr | Einwohner |
| 1815 | 10.433    |
| 1835 | 13.970    |
| 1871 | 15.551    |
| 1905 | 16.960    |
| 1939 | 19.905    |
| 1950 | 21.528    |
| 1961 | 24.166    |

| Jahr | Einwohner |
| 1970 | 28.902    |
| 1987 | 33.039    |
| 1997 | 38.289    |
| 2005 | 39.082    |
| 2017 | 39.392    |
| 2018 | 39.781    |

## Politik

### Verbandsgemeinderat
Der Verbandsgemeinderat Montabaur besteht aus 44 ehrenamtlichen Ratsmitgliedern, die bei der Kommunalwahl am 9. Juni 2024 in einer personalisierten Verhältniswahl gewählt wurden, und dem hauptamtlichen Bürgermeister als Vorsitzendem. Bei der Wahl 2019 erhöhte sich die Anzahl der Ratsmitglieder von 40 auf 44.
Die Sitzverteilung im Verbandsgemeinderat:
| Wahl | SPD | CDU | Grüne | AfD | FDP | FWG | Gesamt   |
| ---- | --- | --- | ----- | --- | --- | --- | -------- |
| 2024 | 7   | 18  | 5     | 2   | 2   | 10  | 44 Sitze |
| 2019 | 8   | 17  | 7     | –   | 3   | 9   | 44 Sitze |
| 2014 | 10  | 19  | 4     | –   | 1   | 6   | 40 Sitze |
| 2009 | 9   | 20  | 3     | –   | 2   | 6   | 40 Sitze |
| 2004 | 8   | 21  | 3     | –   | 2   | 6   | 40 Sitze |

- FWG = Freie Wähler-Gruppe Montabaur e. V.

### Bürgermeister
Ulrich Richter-Hopprich (CDU) wurde am 1. Januar 2018 Bürgermeister der Verbandsgemeinde Montabaur. Bei der Direktwahl am 7. Mai 2017 wurde er mit einem Stimmenanteil von 59,88 % für acht Jahre in dieses Amt gewählt. Richter-Hopprich ist Nachfolger von Edmund Schaaf (CDU).

## Kommunalpartnerschaft
Die Verbandsgemeinde Montabaur unterhält offiziell seit 1996 eine Partnerschaft zur US-amerikanischen Stadt Fredericksburg (Texas).